# Arturo Miolati
Arturo Miolati (* 2. März 1869 in Mantua; † 23. Februar 1956 in Rom) war ein italienischer Chemiker. Neben seinen Forschungen zur Organischen und Anorganischen Chemie arbeitete er mit Alfred Werner an Studien zur elektrischen Leitfähigkeit der wässrigen Lösungen von Cobaltamminkomplexen und der Definition von Werners Theorie der Koordinationsverbindungen. Im technologischen Bereich beschäftigte er sich mit der Synthese von Ammoniak.

## Leben und Werk
Nach seinem Studium am Royal Technical Institute of Mantua, das er 1886 beendete, erhielt er 1889 ein Diplom in Chemieingenieurwesen am Eidgenössischen Polytechnikum in Zürich und 1891 ein Diplom in Philosophie an der Universität der Schweizer Stadt.
1893 begann er seine Zusammenarbeit mit Alfred Werner, dem Begründer der modernen Theorie der Koordinationsverbindungen. Im selben Jahr wurde er von Stanislao Cannizzaro nach Rom berufen, wo er 1894 seine Lehrbefähigung erlangte und wo er von 1898 bis 1901 Assistent war, um dann den Wettbewerb für den ersten italienischen Lehrstuhl für Elektrochemie zu gewinnen, der im Industriemuseum von Turin geschaffen wurde, das 1906 das Polytechnikum von Turin wurde.
Miolati setzte seine Zusammenarbeit mit Werner fort und erweiterte seine Untersuchungen auf die Ruthenium-, Iridium- und Platinkomplexe. Er engagierte sich in der Italienischen Gesellschaft für den Fortschritt der Wissenschaften und setzte sich für die Förderung junger Talente ein. Seine Schüler waren unter anderem Alberto Chilesotti, Giordano Giacomello und Luigi Casale.
1917 wurde er an den Lehrstuhl für Allgemeine und Organische Chemie der Universität Padua berufen, wo er 1928 Dekan der Fakultät für Naturwissenschaften und 1929 Direktor der Pharmazieschule wurde und 1932 den Lehrstuhl für Physikalische Chemie gründete. 1948 wurde er zum Mitglied der Accademia Nazionale dei Lincei ernannt.